# ألان كورت
ألان كورت (بالإنجليزية: Alan A'Court)‏ مواليد 30 سبتمبر 1934 في إنجلترا - الوفاة 14 ديسمبر 2009 في إنجلترا، كان لاعب ومدرب كرة قدم إنجليزي كان يلعب كلاعب وسط. سبق له أن لعب في كأس العالم لكرة القدم مع منتخب بلاده. لعب خلال مسيرته 404 مباريات سجل خلالها 72 هدفاً.

## المسيرة الاحترافية

### أندية لعب لها
- نادي ليفربول
- نادي ترانمير روفرز
- نورويتش سيتي

## روابط خارجية
- ألان كورت على موقع الاتحاد الدولي (مؤرشف)  (الإنجليزية)
- ألان كورت على موقع قاعدة بيانات كرة القدم.إي يو (الإنجليزية)
- ألان كورت على موقع ناشيونال فوتبول تيمز (الإنجليزية)
- ألان كورت على موقع عالم كرة القدم.نت (الإنجليزية)